# Palacsintarendezés

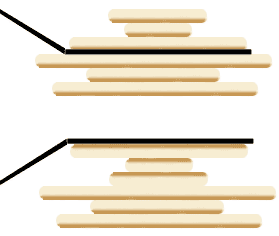
A palacsintarendezés fő művelete. A spatulával megfordítják a felső három palacsintát, az eredmény lent látható. Az égetett palacsinta-problémában a művelet után az átfordított palacsinták tetején lenne az égés, nem az aljukon.

A palacsintarendezés (pancake sorting) az a matematikai probléma, melynek során különböző méretű palacsintákból álló oszlopot nagyság szerinti sorba rendeznek oly módon, hogy az oszlopba bárhol beszúrható egy fordítólapát, és az összes fölötte lévő palacsinta megfordítható vele. A palacsintaszám (pancake number) az adott számú palacsinta rendezéséhez szükséges minimális fordítások száma. A problémát ebben a formában először Jacob E. Goodman amerikai mértanász vetette fel. A rendezési probléma egy változata, melyben az egyetlen lehetséges művelet a sorozat valamely prefixumának (a karakterlánc elejétől kezdődő rész-sztringnek) megfordítása. A hagyományos rendezési algoritmusokkal ellentétben, melyeknél általában az összehasonlítások számának minimalizálására törekszenek, itt a cél a lehető legkevesebb megfordítást elvégezni. A probléma egy változata „égetett” palacsintákkal foglalkozik, melyek oldalait megkülönböztetjük (az egyik égett), és a palacsintákat nem egyszerűen nagyság szerinti sorba kell rendezni, hanem a rendezés végén az égett oldalukkal lefelé kell lenniük.

## A palacsintaproblémák

### Az eredeti palacsintaprobléma
| {\displaystyle n}     | 1 | 2 | 3 | 4 | 5 | 6 | 7 | 8 | 9  | 10 | 11 | 12 | 13 | 14 | 15 | 16 | 17 |
| {\displaystyle P_{n}} | 0 | 1 | 3 | 4 | 5 | 7 | 8 | 9 | 10 | 11 | 13 | 14 | 15 | 16 | 17 | 18 | 19 |

Hat palacsintából álló oszlop. Az {5 ; 3 ; 6 ; 1 ; 4 ; 2} kiindulási állapot látható, a két hat elemű konfiguráció egyike, ami 7 manipulációt igényel (a másik a {4 ; 6 ; 2 ; 5 ; 1 ; 3}).

Az n palacsintát tartalmazó oszlop rendezéséhez mindig elégséges, minimális átfordítások száma {\displaystyle {\frac {15}{14}}n} és {\displaystyle {\frac {18}{11}}n} (kb. {\displaystyle 1,07n} és {\displaystyle 1,64n}) között van, de a pontos érték nem ismert.
A legegyszerűbb palacsintarendező algoritmusnak {\displaystyle 2n-3} lépésre van szüksége. Ez a kiválasztásos rendezés olyan változata, melyben a nem a helyén lévő palacsinták közül a legnagyobbat egy átfordítással a tetejére, majd egy másik átfordítással közvetlenül a helyére juttatjuk el, addig ismételve a folyamatot, míg az összes palacsinta a helyére nem kerül.
1979-ben Bill Gates és Christos Papadimitriou {\displaystyle {\frac {5}{3}}n} felső korlátot igazolt. Ezt 30 évvel később {\displaystyle {\frac {18}{11}}n}-re javította a University of Texas at Dallas egyetem  Hal Sudborough által vezetett kutatócsoportja. (Chitturi et al., 2009).
2011-ben Laurent Bulteau, Guillaume Fertin és Irena Rusu bebizonyították, hogy egy adott palacsintaoszlop rendezéséhez szükséges legrövidebb átfordítás-sorozat megtalálása NP-nehéz feladat.

### Az égetett palacsinta problémája
Az égetett palacsinta-problémaként (burnt pancake problem) ismert változatban a palacsinták alja megégett, és a rendezés végén minden palacsintának az égett oldalával alul kell elhelyezkednie. Ebben az előjeles permutációban ha az i palacsinta égett oldalával felfelé van, akkor a permutációban az i helyén az i` negatív elem szerepel. Erre a változatra David S. Cohen (David X. Cohen) és Manuel Blum 1995-ben a következő állítást igazolták: {\displaystyle 3n/2\leq P'_{n}\leq 2n-2} (ahol a felső korlát csak {\displaystyle n>9}-től válik igazzá).
2008-ban egyetemi hallgatók olyan bakteriális számítógépet építettek, ami képes volt az égetett palacsinta-probléma egyszerű változatának megoldására úgy, hogy az E. coli bacilusok DNS-szakaszokat fordítottak meg az égetett palacsinták analógiájára. A DNS-molekula rendelkezik irányítással (5' és 3') és sorrenddel (promoterek a kódoló szakaszok előtt). Bár a DNS-átfordítások által képviselt számítási teljesítmény alacsony volt, egy tenyészetben a baktériumok nagy száma erősen párhuzamosítható feladatok megoldására alkalmassá teheti őket. A kísérleti elrendezésben a baktériumok akkor oldották meg a problémát, amikor antibiotikum-ellenállóvá váltak.
| {\displaystyle n}      | 1 | 2 | 3 | 4 | 5  | 6  | 7  | 8  | 9  | 10 | 11 | 12 |
| {\displaystyle P'_{n}} | 1 | 4 | 6 | 8 | 10 | 12 | 14 | 15 | 17 | 18 | 19 | 21 |

### Az egyforma palacsinták problémája
A feladatot az indiai kenyér (csapáti vagy róti) elkészítési módja ihlette. A kiindulási állapotban az összes róti egy oszlopba van felhalmozva, majd a szakács lapáttal átfordítja őket, hogy minden róti minden oldala egy ideig a tűz közvetlen közelében sülhessen. Különböző változatok képzelhetők el: a rótikat tekinthetjük egy- vagy kétoldalasnak, megtilthatjuk, hogy ugyanahhoz a rótihoz kétszer hozzáérjünk. A probléma ezen változatát Arka Roychowdhury vizsgálta elsőként.

### A palacsintaprobléma karakterláncokon
A fenti problémákban a palacsinták egyediek voltak, tehát az elvégzett prefix-megfordítási művelet permutáció. Karakterláncok esetében azonban a szimbólumok ismétlődhetnek, ami csökkentheti az elvégzendő prefix-megfordítási műveletek számát. Chitturi and Sudborough (2010), illetve Hurkens et al. (2007) egymástól függetlenül megmutatták, hogy két kompatibilis karakterlánc között minimális számú prefix-megfordítási művelettel történő transzformáció NP-nehéz feladat. Néhány korlátot is meghatároztak erre. Hurkens et al. pontos algoritmust adott bináris és ternáris karakterláncok rendezésére. Chitturi  (2011) bizonyította azt is, hogy a két kompatibilis, előjeles karakterlánc között minimális számú prefix-megfordítási művelettel történő transzformáció – ami az égetett palacsinta-probléma karakterlánc-változata – szintén NP-nehéz feladat.

## Története
Bár sokszor csak oktatási eszköznek tekintik, a palacsintarendezésnek fontos alkalmazásai vannak párhuzamos processzorhálózatok területén a processzorok között hatékony útválasztási algoritmus biztosításában.
A probléma népszerűségét az is növelte, hogy ebben a témában jelent meg az egyedüli matematikai publikációja a Microsoft alapítójának, Bill Gatesnek (mint William Gates), Bounds for Sorting by Prefix Reversal címmel. Az 1979-ben megjelent publikációban leír egy hatékony palacsintarendező algoritmust. Ráadásul a Futurama társszerzője, David X. Cohen (mint David S. Cohen) is foglalkozott az égetett palacsinta-problémával.
Néhány kapcsolódó problémát is tanulmányoztak a közelmúltban, az előjeles, megfordítással történő rendezés és a megfordítással történő rendezés problémáit. Ezeknél nem csak a sztring elejétől kezdődő, prefix-megfordítást lehet végezni, hanem bármilyen karakterlánc megfordítható. Bár az előjeles esetre hatékony egzakt algoritmust sikerült találni, az előjel nélkülinek még bizonyos konstans faktorral történő közelítése is nehéznek bizonyult, bár polinom időben közelíthetőnek bizonyult 1,375-ös approximációs faktorral.

## Palacsintagráfok

A P_{3} palacsintagráf

A P_{4} palacsintagráf rekurzívan előállítható a P_{3} 4 kópiájából úgy, hogy az {1, 2, 3, 4} halmaz más-más elemét fűzzük hozzá az egyes kópiákhoz.

Egy n-palacsintagráf, jelölése Pn olyan egyszerű, irányítatlan, hurokmentes gráf, melynek csúcshalmaza az 1,2,...,n számok permutációinak (sorbaállításainak) halmaza. Két permutáció között akkor húzódik él, ha az egyik tranzitív módon átvihető a másikba egy kezdőszeletének megfordításával (prefix reversal). A palacsintarendezési probléma és a palacsintagráf átmérőjének meghatározása egymással ekvivalens.
Az n méretű palacsintagráf, Pn rekurzívan előállítható a Pn−1 palacsintagráf n kópiájából oly módon, hogy az {1, 2, …, n} halmaz más-más elemét fűzzük hozzá az egyes kópiákhoz.
A Pn palacsintagráf reguláris, csúcsainak száma n!, fokszáma n−1. Girthparamétere:
{\displaystyle g(P_{n})=6{\text{, ha }}n>2}.
A Pn palacsintagráf γ(Pn) génuszáról elmondható, hogy:
{\displaystyle n!\left({\frac {n-4}{6}}\right)+1\leq \gamma (P_{n})\leq n!\left({\frac {n-3}{4}}\right)-{\frac {n}{2}}+1}
A palacsintagráfok számos érdekes tulajdonsággal rendelkeznek – szimmetrikus és rekurzív szerkezetük (Cayley-gráfok, ezért csúcstranzitívek), szublogaritmikus fokszámmal és átmérővel rendelkeznek és relatíve ritkák (pl. a hiperkockagráfokhoz képest), ezért  a permutáló csillaggráfok mellett a párhuzamos számítógépek hálózati összeköttetéseinek modelljeként komoly érdeklődés tárgyát képezik. Hálózati összeköttetések modelljeként tekintve a palacsintagráfokra, a gráf átmérője a kommunikációs késleltetést reprezentálja.

## Kapcsolódó sorozatok
| Magasság n | k | k  | k   | k    | k      | k       | k         | k         | k          | k           | k           | k             | k             | k             | k           | k    |
| Magasság n | 0 | 1  | 2   | 3    | 4      | 5       | 6         | 7         | 8          | 9           | 10          | 11            | 12            | 13            | 14          | 15   |
| ---------- | - | -- | --- | ---- | ------ | ------- | --------- | --------- | ---------- | ----------- | ----------- | ------------- | ------------- | ------------- | ----------- | ---- |
| 1          | 1 |    |     |      |        |         |           |           |            |             |             |               |               |               |             |      |
| 2          | 1 | 1  |     |      |        |         |           |           |            |             |             |               |               |               |             |      |
| 3          | 1 | 2  | 2   | 1    |        |         |           |           |            |             |             |               |               |               |             |      |
| 4          | 1 | 3  | 6   | 11   | 3      |         |           |           |            |             |             |               |               |               |             |      |
| 5          | 1 | 4  | 12  | 35   | 48     | 20      |           |           |            |             |             |               |               |               |             |      |
| 6          | 1 | 5  | 20  | 79   | 199    | 281     | 133       | 2         |            |             |             |               |               |               |             |      |
| 7          | 1 | 6  | 30  | 149  | 543    | 1357    | 1903      | 1016      | 35         |             |             |               |               |               |             |      |
| 8          | 1 | 7  | 42  | 251  | 1191   | 4281    | 10 561    | 15 011    | 8520       | 455         |             |               |               |               |             |      |
| 9          | 1 | 8  | 56  | 391  | 2278   | 10 666  | 38 015    | 93 585    | 132 697    | 79 379      | 5804        |               |               |               |             |      |
| 10         | 1 | 9  | 72  | 575  | 3963   | 22 825  | 106 461   | 377 863   | 919 365    | 1 309 756   | 814 678     | 73 232        |               |               |             |      |
| 11         | 1 | 10 | 90  | 809  | 6429   | 43 891  | 252 737   | 1 174 766 | 4 126 515  | 9 981 073   | 14 250 471  | 9 123 648     | 956 354       | 6             |             |      |
| 12         | 1 | 11 | 110 | 1099 | 9883   | 77 937  | 533 397   | 3 064 788 | 14 141 929 | 49 337 252  | 118 420 043 | 169 332 213   | 111 050 066   | 13 032 704    | 167         |      |
| 13         | 1 | 12 | 132 | 1451 | 14 556 | 130 096 | 1 030 505 | 7 046 318 | 40 309 555 | 184 992 275 | 639 783 475 | 1 525 125 357 | 2 183 056 566 | 1 458 653 648 | 186 874 852 | 2001 |
OEIS-sorozatok a témában:
- A058986 – maximális szükséges átfordítások száma
- A067607 – a maximális átfordítást igénylő oszlopok száma (lásd fent)
- A078941 – maximális szükséges átfordítások száma az „égetett” esetben
- A078942 – szükséges átfordítások száma a rendezett „égetett oldal felül” oszlopnál
- A092113 – a fenti háromszög, soronként kiolvasva.

## Megvalósítása
```
public
 
static
 
void
 
PancakeSort
<
T
>
(
IList
<
T
>
 
arr
,
 
int
 
cutoffValue
 
=
 
2
)

	
where
 
T
 
:
 
IComparable

{

	
for
 
(
int
 
i
 
=
 
arr
.
Count
 
-
 
1
;
 
i
 
>=
 
0
;
 
--
i
)

	
{

		
int
 
pos
 
=
 
i
;

		
// Find position of max number between beginning and i

		
for
 
(
int
 
j
 
=
 
0
;
 
j
 
<
 
i
 
-
 
1
;
 
j
++
)

		
{

			
if
 
(
arr
[
j
].
CompareTo
(
arr
[
pos
])
 
>
 
0
)

			
{

				
pos
 
=
 
j
;

			
}

		
}

		
// is it in the correct position already? 

		
if
 
(
pos
 
==
 
i
)

		
{

			
continue
;

		
}

		
// is it at the beginning of the array? If not flip array section so it is

		
if
 
(
pos
 
!=
 
0
)

		
{

			
Flip
(
arr
,
 
pos
 
+
 
1
);

		
}

		
// Flip array section to get max number to correct position    

		
Flip
(
arr
,
 
i
 
+
 
1
);

	
}

}

private
 
static
 
void
 
Flip
<
T
>
(
IList
<
T
>
 
arr
,
 
int
 
n
)

	
where
 
T
 
:
 
IComparable

{

	
for
 
(
int
 
i
 
=
 
0
;
 
i
 
<
 
n
;
 
i
++
)

	
{

		
--
n
;

		
T
 
tmp
 
=
 
arr
[
i
];

		
arr
[
i
]
 
=
 
arr
[
n
];

		
arr
[
n
]
 
=
 
tmp
;

	
}

}

```

## Fordítás
- Ez a szócikk részben vagy egészben a Pancake sorting című angol Wikipédia-szócikk ezen változatának fordításán alapul.  Az eredeti cikk szerkesztőit annak laptörténete sorolja fel. Ez a jelzés csupán a megfogalmazás eredetét és a szerzői jogokat jelzi, nem szolgál a cikkben szereplő információk forrásmegjelöléseként.